# Communauté patrimoniale
 (février 2022).
La mise en forme du texte ne suit pas les recommandations de Wikipédia : il faut le « wikifier ».
Les points d'amélioration suivants sont les cas les plus fréquents :
- Les titres sont pré-formatés par le logiciel. Ils ne sont ni en capitales, ni en gras.
- Le texte ne doit pas être écrit en capitales (les noms de famille non plus), ni en gras, ni en italique, ni en « petit »…
- Le gras n'est utilisé que pour surligner le titre de l'article dans l'introduction, une seule fois.
- L'italique est rarement utilisé : mots en langue étrangère, titres d'œuvres, noms de bateaux, etc.
- Les citations ne sont pas en italique mais en corps de texte normal. Elles sont entourées par des guillemets français : « et ».
- Les listes à puces sont à éviter, des paragraphes rédigés étant largement préférés. Les tableaux sont à réserver à la présentation de données structurées (résultats, etc.).
- Les appels de note de bas de page (petits chiffres en exposant, introduits par l'outil «  Source ») sont à placer entre la fin de phrase et le point final[comme ça].
- Les liens internes (vers d'autres articles de Wikipédia) sont à choisir avec parcimonie. Créez des liens vers des articles approfondissant le sujet. Les termes génériques sans rapport avec le sujet sont à éviter, ainsi que les répétitions de liens vers un même terme.
- Les liens externes sont à placer uniquement dans une section « Liens externes », à la fin de l'article. Ces liens sont à choisir avec parcimonie suivant les règles définies. Si un lien sert de source à l'article, son insertion dans le texte est à faire par les notes de bas de page.
- La présentation des références doit suivre les conventions bibliographiques. Il est recommandé d'utiliser les modèles {{Ouvrage}}, {{Chapitre}}, {{Article}}, {{Lien web}} et/ou {{Bibliographie}}. Le mode d'édition visuel peut mettre en forme automatiquement les références.
- Insérer une infobox (cadre d'informations à droite) n'est pas obligatoire pour parachever la mise en page.

Pour une aide détaillée, merci de consulter Aide:Wikification.
Si vous pensez que ces points ont été résolus, vous pouvez retirer ce bandeau et améliorer la mise en forme d'un autre article.
Une communauté patrimoniale se compose de personnes qui attachent de la valeur à des aspects spécifiques du patrimoine culturel qu’elles souhaitent, dans le cadre de l’action publique, maintenir et transmettre aux générations futures. Cette définition est celle adoptée par la convention cadre du Conseil de l'Europe sur la valeur du patrimoine pour la société, dite Convention de Faro, adoptée en 2005 et entrée en vigueur en 2011.

## Définition
Une communauté patrimoniale se définit elle-même par son attachement à un patrimoine qu'elle souhaite transmettre en interaction avec d’autres dans le cadre de l'action publique. Elle est à géométrie variable, n'est pas figée et résulte d’un intérêt commun comme par exemple pour la pratique d’une langue ou d’une religion, le partage de valeurs humanistes, l'attachement à un passé assumé ensemble ou une prédilection pour l’archéologie. 
Elle est un cadre d'exercise du droit au patrimoine culturel tel que reconnu par l'article premier de la Convention de Faro comme inhérent au droit de participer à la vie culturelle tel que défini dans la Déclaration universelle des droits de l’homme,. 

## Réseau européen de la Convention de Faro
À la suite de l'entrée en vigueur de la Convention de Faro en juin 2011, le Conseil de l'Europe anime des Plans d'action d'action de la Convention de Faro biannuels concernant la promotion, l''interprétation et l'application de la Convention de Faro en coopération avec le Réseau européen de la Convention de Faro qui réunit des communautés patrimoniales de différents États membres,.
Les communautés patrimoniales intéressées à rejoindre ce réseau européen sont invitées à se livrer à un exercice d’auto-évaluation fondé sur les principes et critères de la Convention de Faro. Les membres du réseau en France sont la coopérative d'habitants Hôtel du Nord à Marseille et la plateforme coopérative Les oiseaux de passage à Poitiers.